# دانيال سارمينتو
دانيال سارمينتو (بالإسبانية: Daniel Sarmiento)‏ مواليد 10 يونيو 1971 في قرطبة، الأرجنتين، هو ملاكم محترف أرجنتيني يصنف ضمن فئة وزن الوسط.

## إحصائيات
خاض خلال مسيرته 50 نزالا، فاز في 36 وتعادل في 2 وخسر في 14. فاز بالضربة القاضية في 16 نزالا.

## روابط خارجية
- دانيال سارمينتو على موقع بوكس ريك (الإنجليزية) (registration required)